# Strikeforce: Diaz vs. Noons II
Strikeforce: Diaz vs. Noons II, também conhecido como Strikeforce: San Jose, foi um evento de artes marciais mistas promovido pelo Strikeforce, ocorrido em 9 de outubro de 2010 no HP Pavilion em San Jose, California. O evento foi transmitido ao vivo pelo Showtime.

## Background
O evento contou com a revanche entre Nick Diaz e K.J. Noons após a última luta ter sido cancelada devido a um corte na cabeça de Diaz no Elite XC.
Como parte do card preliminar, o Strikeforce apresentou o Bay Area Regional Finals do Campeonato Amador de MMA da California.
O evento teve audiência estimada de 350,000, com picos de 509,000 na Showtime.

## Bolsas
- Nick Diaz: $50,000 (sem bonus de vitória) der. K.J. Noons $10,000
- Josh Thomson: $50,000 (sem bonus de vitória) der. Gesias "JZ" Cavalcante: $40,000
- Marloes Coenen: $3,000 ($1,000 bonus de vitória) der. Sarah Kaufman: $20,000
- Tyron Woodley: $15,000 ($7,500 bonus de vitória) der. André Galvão: $10,000
- James Terry: $3,000 ($1,500 bonus de vitória) der. David Marshall: $1,500
- Josh McDonald: $3,000 ($1,500 bonus de vitória) der. Ron Keslar: $1,500
- Jess Bouscal: $3,000 ($1,500 bonus de vitória) der. Luis Mendoza: $1,500

## Ligações Externas
1. ↑  Pelo Cinturão Meio Médio do Strikeforce.
2. ↑  Pelo Cinturão Peso Galo Feminino do Strikeforce.